# هوگو روستر
هوگو روستر (آلمانی: Hugo Rüster; ۱۵ ژانویهٔ ۱۸۷۲ – ۱ ژانویهٔ ۲۰۰۰) قایقران روئینگ اهل آلمان بود.